# セサル・デルガド
セサル・ファビアン・デルガド・ゴドイ（César Fabián Delgado Godoy, 1981年8月18日 - ）は、アルゼンチン・ロサリオ出身の元同国代表サッカー選手。現役時代のポジションはフォワード（ウイング）、攻撃的ミッドフィールダー。
ニックネームの「Chelito」（チェリート）はマルセロ・デルガドのニックネーム「El Chelo」に由来する。

## 経歴

### クラブ
2001年に地元のCAロサリオ・セントラルからデビュー。2003年にメヒコ・プリメーラ・ディビシオンのクルス・アスルに移籍すると、2003アペルトゥーラでは16試合に出場して8得点した。2004クラウスーラでは21試合に出場して8得点を挙げた。アペルトゥーラ2004では15試合に出場して6得点した。
2008年1月8日、移籍金1100万ユーロでフランス・リーグ・アンのオリンピック・リヨンに移籍。1月20日のRCランス戦でデビューした。2009年10月21日、UEFAチャンピオンズリーグ・グループリーグのリヴァプールFC戦 (2-1) では、85分にリサンドロ・ロペスとの交代で途中出場すると、91分に決勝点となるゴールを挙げた。リヨンがイングランドのクラブに勝利したのはこの試合が初めてであり、リヨンはリヴァプールを抑えてグループ2位で決勝トーナメント進出を決めた。
2011年6月10日、メヒコ・プリメーラ・ディビシオンのCFモンテレイに移籍。2011-12シーズンのCONCACAFチャンピオンズリーグでは2連覇を果たし、2012年12月には日本で開催されたFIFAクラブワールドカップに出場した。
2016年8月にドーピング検査で陽性反応を示し、1年間の出場停止処分を科された。翌年8月18日、プリメーラC（アルゼンチン4部）のCAセントラル・コルドバ・デ・ロサリオへ加入した。

### 代表
2003年にアルゼンチンA代表デビュー。2004年にはコパ・アメリカに出場して1得点した。同年8月にはU-23アルゼンチン代表としてアテネオリンピックに出場して金メダルを獲得した。2006 FIFAワールドカップ・南米予選にも何試合か出場したが、負傷の影響で2006 FIFAワールドカップ本大会に出場するメンバー入りを逃した。

## 個人成績

### クラブでの出場記録
| シーズン | リーグ               | クラブ               | 出場 | 得点 |
| -------- | -------------------- | -------------------- | ---- | ---- |
| 2001-02  | アルヘン・プリメーラ | ロサリオ・セントラル | 27   | 3    |
| 2002-03  | アルヘン・プリメーラ | ロサリオ・セントラル | 38   | 11   |
| 2003-04  | メヒコ・プリメーラ   | クルス・アスル       | 37   | 16   |
| 2004-05  | メヒコ・プリメーラ   | クルス・アスル       | 33   | 16   |
| 2005-06  | メヒコ・プリメーラ   | クルス・アスル       | 38   | 18   |
| 2006-07  | メヒコ・プリメーラ   | クルス・アスル       | 27   | 7    |
| 2007-08  | メヒコ・プリメーラ   | クルス・アスル       | 24   | 9    |
| 2007-08  | リーグ・アン         | リヨン               | 7    | 0    |
| 2008-09  | リーグ・アン         | リヨン               | 31   | 3    |
| 2009-10  | リーグ・アン         | リヨン               | 36   | 5    |
| 2010-11  | リーグ・アン         | リヨン               | 15   | 1    |
| 2011-12  | メヒコ・プリメーラ   | モンテレイ           | 40   | 10   |
| 通算     | 通算                 | 通算                 | 311  | 86   |

### 代表での出場試合数
出典
| アルゼンチン代表 | 国際Aマッチ | 国際Aマッチ |
| 年               | 出場        | 得点        |
| ---------------- | ----------- | ----------- |
| 2003             | 5           | 1           |
| 2004             | 11          | 1           |
| 2005             | 4           | 0           |
| 通算             | 20          | 2           |

## タイトル

### クラブ
クルス・アスル
- コパ・パンアメリカーナ（英語版）: 2007

リヨン
- リーグ・アン : 2007-08
- クープ・ドゥ・フランス : 2007-08

モンテレイ
- CONCACAFチャンピオンズリーグ : 2011-12, 2012-13

### 代表
アルゼンチン U-23
- 夏季オリンピック : 2004

### 個人
- FIFAクラブワールドカップ 得点王：2012（3得点）, 2013（2得点）